# ES Ben Aknoun
Étoile Sportive Ben Aknoun (în arabă النجم الرياضي لبن عكنون), cunoscută ca ES Ben Aknoun sau simplu ESBA, este un club de fotbal algerian care reprezintă orașul Ben Aknoun în competițiile fotbalistice. În prezent echipa concurează în prima ligă, primul nivel fotbalistic din Algeria.